# Boris Georgievich Kuznetsov
Boris Georgievich Kuznetsov (en ruso: Борис Георгиевич Кузнецов; Astracán, RSFS de Rusia; 23 de febrero de 1947 – Astracán, Rusia; 3 de mayo de 2006) fue un boxeador de la Unión Soviética en la categoría de peso pluma y que fue campeón olímpico en 1972.

## Carrera
Fue dos veces campeón de la Unión Soviética en 1972 y 1974 y subcampeón nacional en 1970 y 1971. Fue campeón olímpico en las olimpiadas de Múnich 1972 y subcampeón mundial en 1974.
Se retiró con un récord de 237 victorias en 249 peleas. En 1972 fue nombrado Maestro de Deportes de la Unión Soviética y condecorado con la Orden de la Insignia de Honor. En 1971 se graduó en el Instituto Pedagógico del Estado de Astracán y posteriormente abrió una escuela de boxeo en Astracán.